# TVR Tasmin
TVR Tasmin (TVR 280i) — спортивний автомобіль британської компанії TVR 1980–1988 років. Випускали з кузовами 2-місне купе, 2+2 купе, 2-місний кабріолет.
Як в усіх тодішніх моделях TVR до просторової трубчастої рами кріпились кузов, елементи ходової частини, мотор. Підвіска, кермове управління походили з тогочасної моделі компанії Ford Ford Cortina, а певні елементи задньої підвіски розробили у TVR. Трансмісія, коробки передач походили з схожих моделей Ford Cortina чи Ford Sierra, передні дискові гальма з Ford Granada. На TVR 280i встановлювали дві модифікації зібраних у Кельні моторів V6 об'ємом 2792 см³, потужністю 160 к.с. (S1) / 150 к.с. (S2). Крім того розробили TVR 200i з 4-циліндровим рядним мотором Ford виробництва США з моделі Ford Pinto об'ємом 1993 см³, потужністю 101 к.с. (75 кВт). З цими моторами модифікації TVR Tasmin відповідно розвивали швидкість 208–194 км/год (V6) і 176 км/год (R4). За бажанням вперше у практиці TVR могли встановлювати автоматичну коробку передач. Дизайн кузова розробив Олівер Вінтерботт, який до того розробив дизайн Lotus Elite.
Модифікація TVR 200i коштувала менше 10.000 фунтів, що було значно дешевше за вартість TVR 280i. Однак через не надто потужний мотор TVR 200i була не надто популярною Загалом виготовили на її шасі 16 машин з кузовом купе і 45 з кузовом кабріолет.
Після Серії І (1980) випустили покращену і більш успішну Серію ІІ (1981). З початком виробництва нової моделі «350i» 1984 при продажах з позначення старої моделі вилучили «Tasmin», вживаючи «TVR 280i». Але на виробництві надалі вживали стару назву, виживаючи навіть до перших машин нової моделі позначення «Tasmin 350i». Ця плутанина викликала певні проблеми при реалізації машин. «Tasmin» була останньою моделлю TVR, яку експортували до США. Модель з мотором V6 сертифікували 1986 для продажів у США і 1987 привезли останню партію TVR 280i. Через проблеми з дилерами компанії TVR, гарантійними зобов'язаннями і збільшенням страхової відповідальності з 160.000 доларів до 1.000.000 доларів експорт машин припинили.

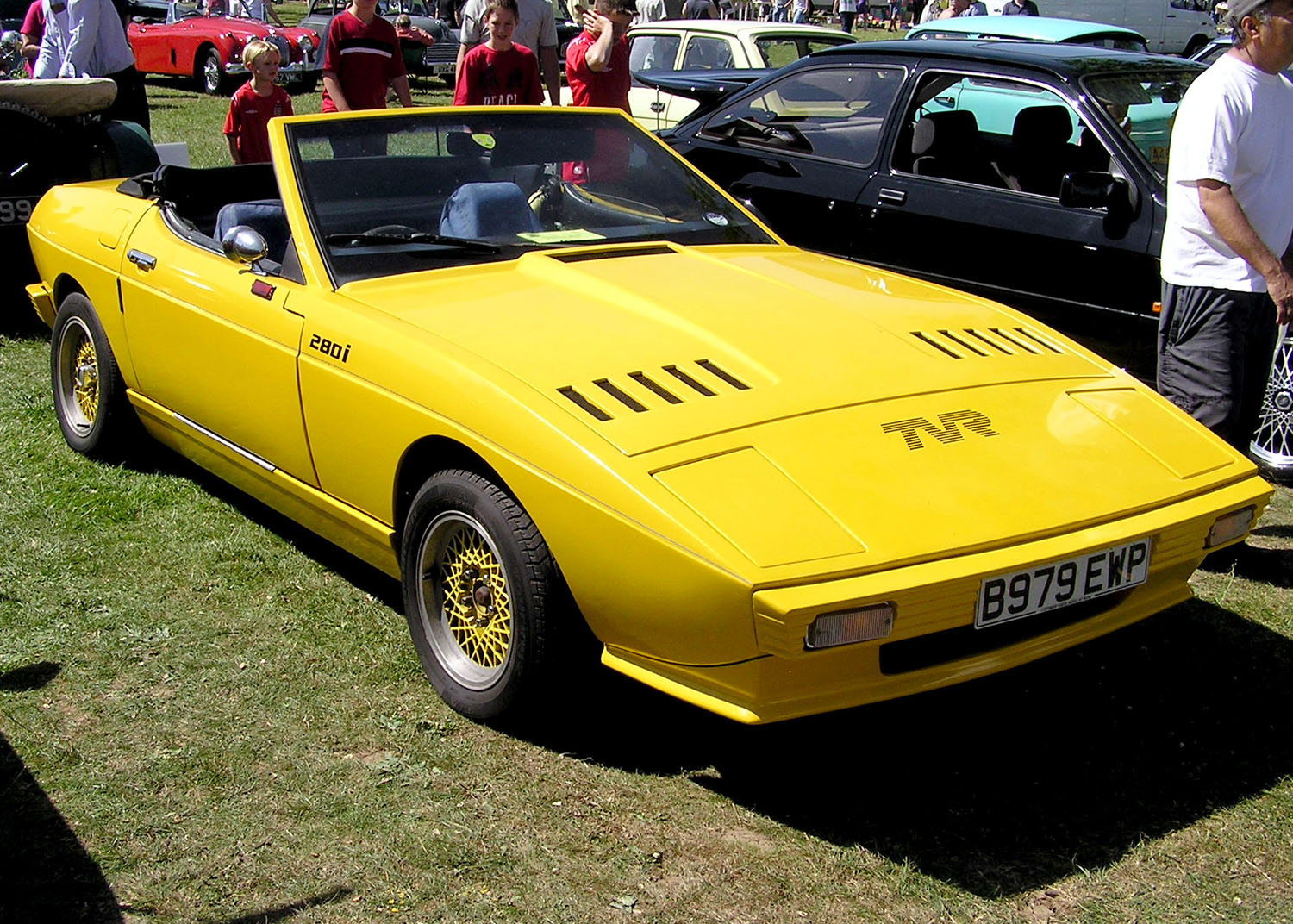
TVR 280i

TVR Tasmin з мотором 160 км/год (S1) розвивала максимальну швидкість 210 км/год, прискорення 0-100 км/год за 7,5 секунд (9 секунд для S2). Витрата палива 10,7 л на 100 км.
Продажі TVR Tasmin спочатку були не дуже успішними. У 1982 виробили найменшу кількість машин даної моделі 121, а 1985 зібрали 472 машини. Загалом було виготовлено 1167 TVR Tasmin 280i з мотором V6.